# Muzo (Georgien)
Muzo (georgisch მუცო; mʊt͡sɔ) ist ein Dorf in Georgien, in der Munizipalität Duscheti der Region Mzcheta-Mtianeti.

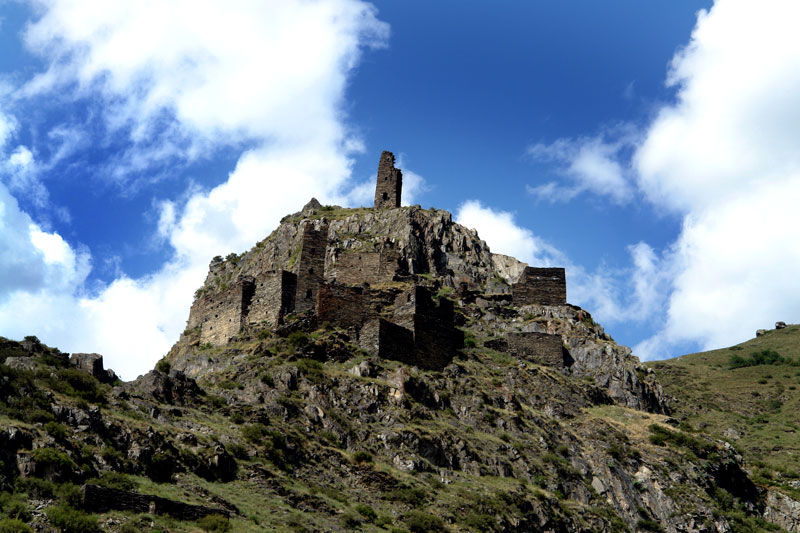
Mittelalterliche Gebäude in Muzo

Muzo liegt im Andakiszqali-Tal (rechter Nebenfluss des Argun). Das Dorf ist 121 Kilometer entfernt von der Stadt Duscheti, etwa 1600 m über dem Meeresspiegel. 2014 lebten in Muzo 15 Menschen, 2002 waren es noch 49.
Im Dorf Muzo sind einige mittelalterliche Gebäude und Ruinen vorhanden. Diese Gebäude dienten sowohl als Wohnhäuser, als auch zur Verteidigung, insbesondere die in Chewsuretien weit verbreiteten Türme. Muzo hat zwei historische Teile, Schetekaurt-Ubani („Viertel der Familie Schetekauri“) und Daiaurt-Ubani („Viertel der Familie Daiauri“).